# فیزلر فی ۹۷
فیزلر فی ۹۷ (به آلمانی: Fieseler_Fi 97) یک هواگرد ملخ‌پیشین تک‌موتوره از نوع تفریحی ساخت شرکت فیزلر در آلمان بود. هواگرد فیزلر فی ۹۷ نخستین پروازش را در سال ۱۹۳۴ انجام داد. در مجموع ۵ فروند از این هواگرد ساخته شد.